# Mimosa pudica

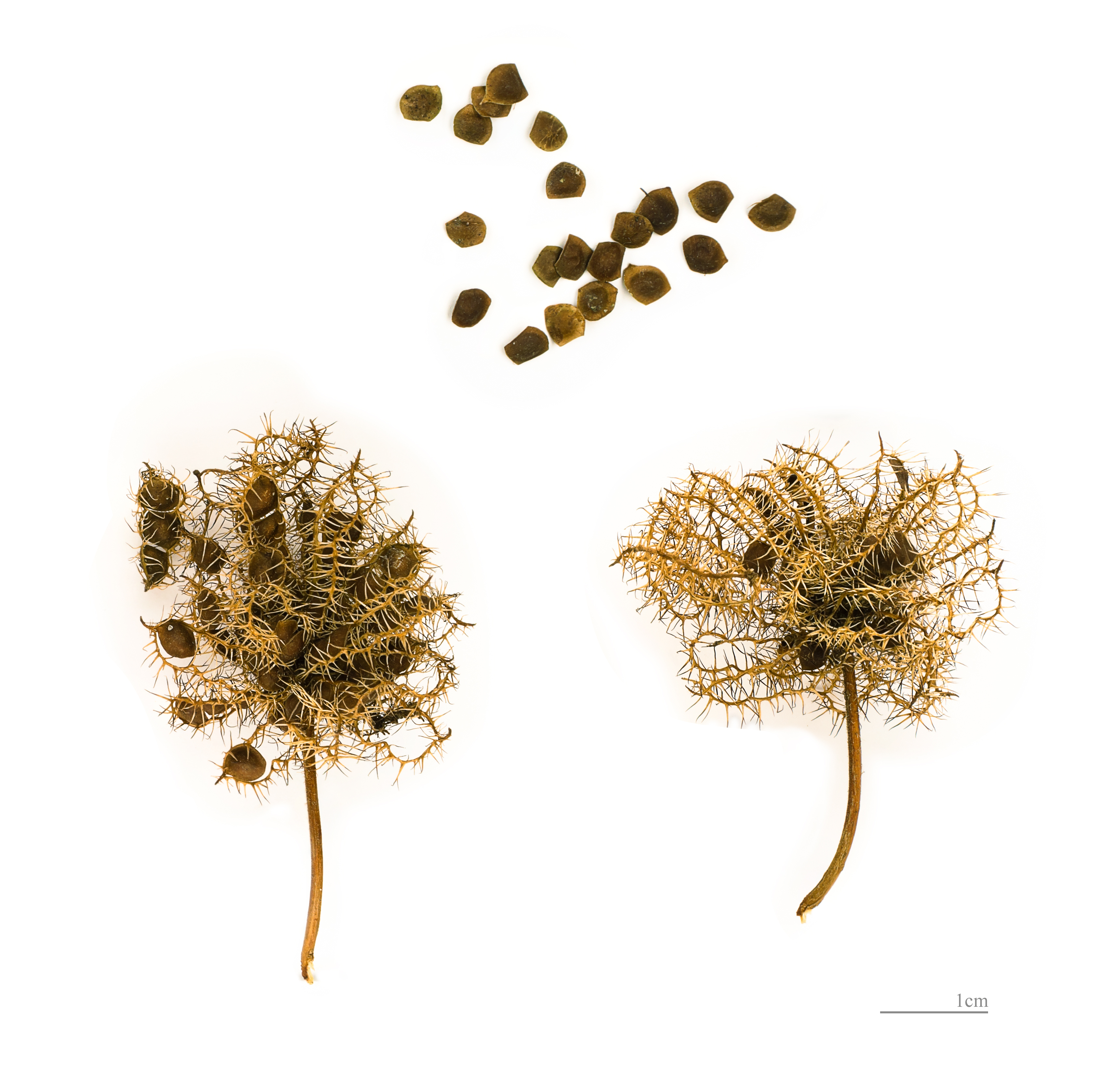
Mimosa pudica

Mimosa pudica (mimoza) este o specie de plante tropicale din ordinul Fabales, familia Fabaceae, subfamilia "Mimosoideae". Mimoza crește sub formă de tufe, are o tulpină lemnoasă și frunzele lenticulare se prind perechi. Caracteristic plantei este reflexul de apărare: la atingerea plantei, scăderea temperaturii sau lipsei de lumină frunzele se restrâng. De aici provine zicala "sensibil ca o mimoză" sau în limba engleză "Touch-me-not" (Nu mă atinge). Mimosa pudica provine din America de Sud. Ea trăiește atât în păduri cât și cultivată în grădinile din Europa. Pentru prima oară semințe de mimoză au fost aduse în Europa de botanistul englez Joseph Banks.